# Haloalkan
Haloalkani (halogenoalkani ili alkil halidi) su grupa hemijskih jedinjenja izvedenih iz alkana koji sadrže jedan ili više halogena. Oni su podskup opšte klase halougljenika, mada se razlika obično ne naglašava. Haloalkani imaju široku primenu, i konsekventno postoje brojna hemijska i komercijalna imena. Oni se koriste kao sredstva za suzbijanje plamena, u aparatima za gašenje požara, sredstvima za hlađenje, propelantima, rastvaračima, i lekovima. Mnogi halougljenici su ozbiljni zagađivači o toksini. Na primer, hlorofluorougljenici dovode do oštećenja ozonskog omotača. Metil bromid je kontroverzni fumigant. Haloalkani koji sadrže hlor, brom i jod predstavljaju opasnost za ozonski omotač, dok fluorinisani isparljivi haloalkani teorijski mogu da deluju kao gasovi staklene bašte. Metil jodid je prirodna supstanca, koja ne doprinosi osiromašenju ozonskog sloja. Haloalkani ili alkil halidi imaju opštu formulu RX, gde je R alkil ili substituisana alkil grupa, a X je halogen (F, Cl, Br, I).
Haloalkani su bili poznati vekovima. Etil hlorid je sintetički proizvođen u 15. veku. Sistematska sinteza takvih jedinjenja je razvijena u 19. veku uporedo sa razvojem organske hemije i razumevanja strukture alkana. Razvijeni su metodi za selektivno formiranje C-halogen veza. Posebno svestrane metode obuhvataju dodavanje halogena u alkene, hidrohalogenaciju alkena, i konverziju alkohola u alkil halide. Ti metodi su veoma pouzdani i lako primenljivi, te su haloalkani postali dostupni po pristupačnim cenama za upotrebu u industrijskoj hemiji, gde se halidne grupe zamenjuju drugim funkcionalnim grupama.
Mada se većina haloalkana formira sintetičkim putem, postoje prirodni izvori haloalkana, gde oni nastaju posredstvom bakterija, gljiva, a posebno morskih makroalgi (morskog korova). Više od 1600 halogenisanih organskih jedinjenja je identifikovano, pri čemu su bromoalkani najzastupljeniji. Bromirana organska jedinjenja u biologiji zastupljena u opsegu od metil bromida do nealkanskih aromatičnih i nezasićenih jedinjenja (indola, terpena, acetogenina, i fenola). Halogenisani alkani su ređe sreću u kopnenim biljkama. Primer takvog jedinjenja je fluoroacetat, koje se formira kao toksin u više od 40 biljnih vrsti. Poznati su i specifični dehalogenazni enzimi kod bakterija koji uklanjaju halogene Sa haloalkana.

## Klase
Sa strukturne perspektive, haloalkani se mogu klasifikovati prema povezanosti atoma ugljenika za koji je halogen vezan. U primarnim (1°) haloalkanima, ugljenik koji nosi atom halogena je vezan samo za jednu drugu alkil grupu. Primer je hloroetan (CH
3CH
2Cl). U sekundarnim (2°) haloalkanima, ugljenik koji nosi atom halogena ima dve C–C veze. U tercijarnim (3°) haloalkanima, ugljenik koji nosi atom halogena ima tri C–C veze.
Haloalkani se takođe mogu klasifikovati prema tipu halogena u grupi 7. Haloalkani koji sadrže ugljenik vezan za fluor, hlor, brom i jod rezultiraju organofluorom, organohlorom, organobromom i organojodnim jedinjenjima, respektivno. Moguća su i jedinjenja koja sadrže više od jedne vrste halogena. Nekoliko klasa široko korišćenih haloalkana je klasifikovano na ovaj način: hlorofluorougljenici (CFC), hidrohlorofluorougljenici (HCFC) i hidrofluorougljenici (HFC). Ove skraćenice su posebno uobičajene u diskusijama o uticaju haloalkana na životnu sredinu.

## Svojstva
Haloalkani generalno podsećaju na roditeljske alkane po tome što su bezbojni, relativno bez mirisa i hidrofobni. Tačke topljenja i ključanja hloro-, bromo- i jodoalkana su veće od analognih alkana, proporcionalno sa atomskom težinom i brojem halogenida. Ovo je zbog povećane snage međumolekulskih sila - od Londonove disperzije do dipol-dipol interakcije zbog povećane polarizabilnosti. Tako je tetrajodometan (CI
4) čvrsta supstanca, dok je tetrahlormetan (CCl
4) tečnost. Svojstva mnogih fluoroalkana, međutim, nisu saglasna sa ovim trendom i imaju niže tačke topljenja i ključanja od njihovih nefluorovanih analoga zbog smanjene polarizabilnosti fluora. Na primer, metan (CH
4) ima tačku topljenja od -182,5 °C dok tetrafluorometan (CF
4) ima tačku topljenja od -183,6 °C.
Pošto sadrže manji broj C–H veza, haloalkani su manje zapaljivi od alkana, i neki se koriste u aparatima za gašenje požara. Haloalkani su bolji rastvarači od odgovarajućih alkana zbog njihovog povećanog polariteta. Haloalkani koji sadrže druge halogene osim fluora su reaktivniji od matičnih alkana - ta reaktivnost je osnova većine kontroverzi. Mnogi su alkilirajući agensi, pri čemu su primarni haloalkani i oni koji sadrže teže halogene najaktivniji (fluoralkani ne deluju kao agensi za alkilovanje u normalnim uslovima). Sposobnosti CFC-a da oštećuju ozonski omotač proizilaze iz fotolabilnosti C–Cl veze.

## Prirodna pojava
Procenjuje se da okeani oslobađaju 1-2 miliona tona bromometana godišnje.

## Nomenklatura

### IUPAC
Formalno imenovanje haloalkana treba da prati  nomenklaturu, koja stavlja halogen kao prefiks alkanu. Na primer, etan sa bromom postaje bromoetan, metan sa četiri hlorne grupe postaje tetrahlorometan. Međutim, mnoga od ovih jedinjenja već imaju ustaljeno trivijalno ime, koje podržava IUPAC nomenklatura, na primer hloroform (triklorometan) i metilen hlorid (dihlorometan). U današnje vreme se koristi IUPAC nomenklatura. Radi nedvosmislenosti, ovaj članak prati sistematsku šemu imenovanja. 

## Produkcija
Haloalkani se mogu proizvesti iz gotovo svih organskih prekurzora. Iz industrijske perspektive, najvažniji su alkani i alkeni.

### From alkanes
Alkani reaguju sa halogenima halogenacijom slobodnih radikala. U ovoj reakciji atom vodonika se uklanja iz alkana, a zatim zamenjuje atomom halogena reakcijom sa dvoatomskim molekulom halogena. Reaktivni intermedijer u ovoj reakciji je slobodni radikal i reakcija se naziva radikalna lančana reakcija.
Halogenacija slobodnih radikala tipično proizvodi mešavinu jedinjenja mono- ili multihalogenisanih na različitim pozicijama. Moguće je predvideti rezultate reakcije halogenacije na osnovu energija disocijacije veze i relativne stabilnosti radikalnih intermedijera. Još jedan faktor koji treba uzeti u obzir je verovatnoća reakcije na svakom atomu ugljenika, sa statističke tačke gledišta.
Zbog različitih dipolnih momenata smeše proizvoda, moguće ih je razdvojiti destilacijom.
Hloroalkani se mogu formirati reakcijom alkana sa hlorom u prisustvu sunčeve svetlosti.

Metan + hlor→metil hlorid (ili hlorometan) + hlorovodonik
A hloroalkan se može pretvoriti u dihloroalkan ponovnom reakcijom hloroalkana sa hlorom.

Hlorometan + hlor → dihlorometan + hlorovodonik.

Dihlorometan + hlor → trihlorometan (ili hloroform) + hlorovodonik

Hloroform (ili trihlorometan) + hlor → tetrahlorometan (ili ugljen-tetrahlorid) + vodonik-tetrahlorid)

### Od alkena i alkina
U hidrohalogenaciji, alken reaguje sa suvim halogenovodonikom (HX) poput hlorovodonika (HCHCll) ili bromovodonika (HBr) da bi se formirao mono-haloalkan. Dvostruka veza alkena se zamenjuje sa dve nove veze, jedna sa halogenom i jedna sa atomom vodonika halogenovodonične kiseline. Markovnikovljevo pravilo navodi da je vodonik vezan za onaj ugljenik koji ima veći broj vodonika. Ovo je reakcija elektrofilne adicije. Voda mora biti odsutna, inače će postojati sporedni proizvod halohidrin. Reakcija se nužno izvodi u suvom inertnom rastvaraču kao što je CCl
4 ili direktno u gasovitoj fazi. Reakcije alkina su slične, pri čemu je proizvod geminalni dihalid; još jednom se sledi Markovnikovljevo pravilo.
Alkeni takođe reaguju sa halogenima (X2) i formiraju haloalkane sa dva susedna atoma halogena u reakciji dodavanja halogena. Alkini reaguju slično, formirajući tetrahalo jedinjenja. Ovo je ponekad poznato kao obezbojavane halogena, pošto je reagens X2 obojen i proizvod je obično bezbojan i bez mirisa.

### Od alkohola
Alkohol se podvrgava reakciji nukleofilne supstitucije halogenom kiselinom dajući haloalkane. Tercijarni alkahol direktno reaguje sa hlorovodoničnom kiselinom da bi se proizveo tercijarni hloroalkan (alkil hlorid), ali ako se koristi primarni ili sekundarni alkohol, potreban je aktivator kao što je cink hlorid. Ova reakcija se koristi u Lukasovom testu.
Najpopularnija konverzija se ostvaruje reakcijom alkohola sa tionil hloridom (SOCl
2) u „Darzenovoj halogenaciji”, što je jedna od najpogodnijih laboratorijskih metoda jer su nusprodukti gasoviti. Oba jedinjenja, fosfor pentahlorid (PCl
5) i fosfor trihlorid (PCl
3) takođe konvertuje hidroksilnu grupu u hlorid.
Alkoholi se takođe mogu konvertovati u bromoalkane korišćenjem bromovodonične kiseline ili fosfor tribromida. Katalitička količina PBr
3 se može koristiti za transformaciju korišćenjem fosfora i broma; PBr
3 se formira in situ.
Jodoalkani se slično mogu pripremiti korišćenjem crvenog fosfora i joda (ekvivalentno fosfor trijodidu). Apelova reakcija je takođe korisna za dobijanje alkil halida. Reagens je tetrahalometan i trifenilfosfin; koproizvodi su haloform i trifenilfosfin oksid.

### Od karboksilnih kiselina
Dve metode za sintezu haloalkana iz karboksilnih kiselina su Hansdikerova reakcija i Kočijeva reakcija.

### Biosinteza
Mnogi hloro i bromoalkani nastaju prirodno. Glavni putevi uključuju enzime hloroperoksidazu i bromoperoksidazu.

### Po Rajdonovom metodu
Alkohol pri zagrevanju sa halogenom u prisustvu trifenil fosfata proizvodi haloalkane.

### Od amina po Sandmejerovom metodu
Primarni aromatični amini daju diazonijum jone u rastvoru natrijum nitrata. Nakon zagrevanja ovog rastvora sa bakar(II) hloridom, diazonijumska grupa je zamenjena sa -Cl. Ovo je relativno lak metod za pravljenje aril halogenida, jer se gasoviti proizvod može lako odvojiti od aril halida.
Kada treba da se napravi jodid, bakar hlorid nije potreban. Dodavanje kalijum jodida uz lagano mućkanje proizvodi haloalkan.

## Reakcije
Haloalkani su reaktivni prema nukleofilima. Oni su polarni molekuli: ugljenik za koji je vezan halogen je blago elektropozitivan, dok je halogen blago elektronegativan. Ovo rezultira elektronska deficitarnim (elektrofilnim) ugljenikom koji neizbežno privlači nukleofile.

### Substitucija
Reakcije supstitucije obuhvataju zamenu halogena sa drugim hemijskim entitetom - čime nastju zasićeni ugljovodonici, kao i halogenisani proizvod. Haloalkani se ponašaju kao R+ sinton i lako reaguju sa nukleofilima.
Hidroliza, reakcija u kojoj voda razgrađuje vezu, dobar je primer nukleofilne prirode haloalkana. Polarna veza privlači hidroksidni jon,  je uobičajen izvor ovog jona). Ovaj  jon je nukleofil sa jasnim negativnim naelektrisanjem, pošto ima višak elektrona koje donira ugljenik, što rezultira kovalentnom vezom između njih. Tako se C–X razlaže heterolitičkom fisijom koja rezultira halogenim jonom, X−. Kao što se može videti, OH je sada vezano za alkil grupu, stvarajući alkohol. (Hidroliza bromoetana, na primer, daje etanol). Reakcija sa amonijakom daje primarne amine.
Hloro- i bromoalkani se lako zamenjuju jodidom u Finkelštajnovoj reakciji. Proizvedeni jodoalkani lako podležu daljoj reakciji. Natrijum jodid se tako koristi kao katalizator.
Haloalkani reaguju sa jonskim nukleofilima (npr. cijanid, tiocijanat, azid); halogen je zamenjen odgovarajućom grupom. Ovo je od velike sintetičke koristi: hloroalkani su često jeftino dostupni. Na primer, nakon što se podvrgnu reakcijama supstitucije, cijanoalkani mogu biti hidrolizovani u karboksilne kiseline, ili redukovani u primarne amine korišćenjem litijum aluminijum hidrida. Azoalkani se mogu redukovati u primarne amine Stodingerovom redukcijom ili litijum aluminijum hidridom. Amini se takođe mogu pripremiti od alkil halida u alkilaciji amina, Gabrijelovom sintezom i Delepinovom reakcijom, podvrgavanjem nukleofilnoj supstituciji sa kalijum ftalimidom ili heksaminom, nakon čega sledi hidroliza.
U prisustvu baze, haloalkani alkiluju alkohole, amine i tiole da bi se dobili etri, N''-supstituisani amini, i tioetri, respektivno. Oni su supstituisani Grinjarovim reagensima da bi se dobile magnezijumove soli i produženo alkil jedinjenje.

#### Mehanizam
Tamo gde je korak koji određuje brzinu reakcije nukleofilne supstitucije unimolekularan, poznat je kao  reakcija. U ovom slučaju, najsporiji (korak koji određuje brzinu) je heteroliza veze ugljenik-halogen da bi se dobio karbokatjon i halidni anjon. Nukleofil (donator elektrona) napada karbokatjon da bi dao proizvod.
 reakcije su povezane sa racemizacijom jedinjenja, pošto trigonalni planarni karbokatation može biti napadnut sa bilo koje strane. Oni su favorizovani mehanizam za tercijarne haloalkane, zbog stabilizacije pozitivnog naelektrisanja na karbokatjonu pomoću tri alkil grupe koje doniraju elektronima. Oni su takođe poželjni tamo gde su supstituenti sterički glomazni, te ometaju  mehanizam.